# Danh sách trường trung học phổ thông tại Thành phố Hồ Chí Minh
Dưới đây là danh sách các trường Trung học phổ thông tại Thành phố Hồ Chí Minh, bao gồm các trường công lập, bán công, trường tư thục, dân lập và trường quốc tế.

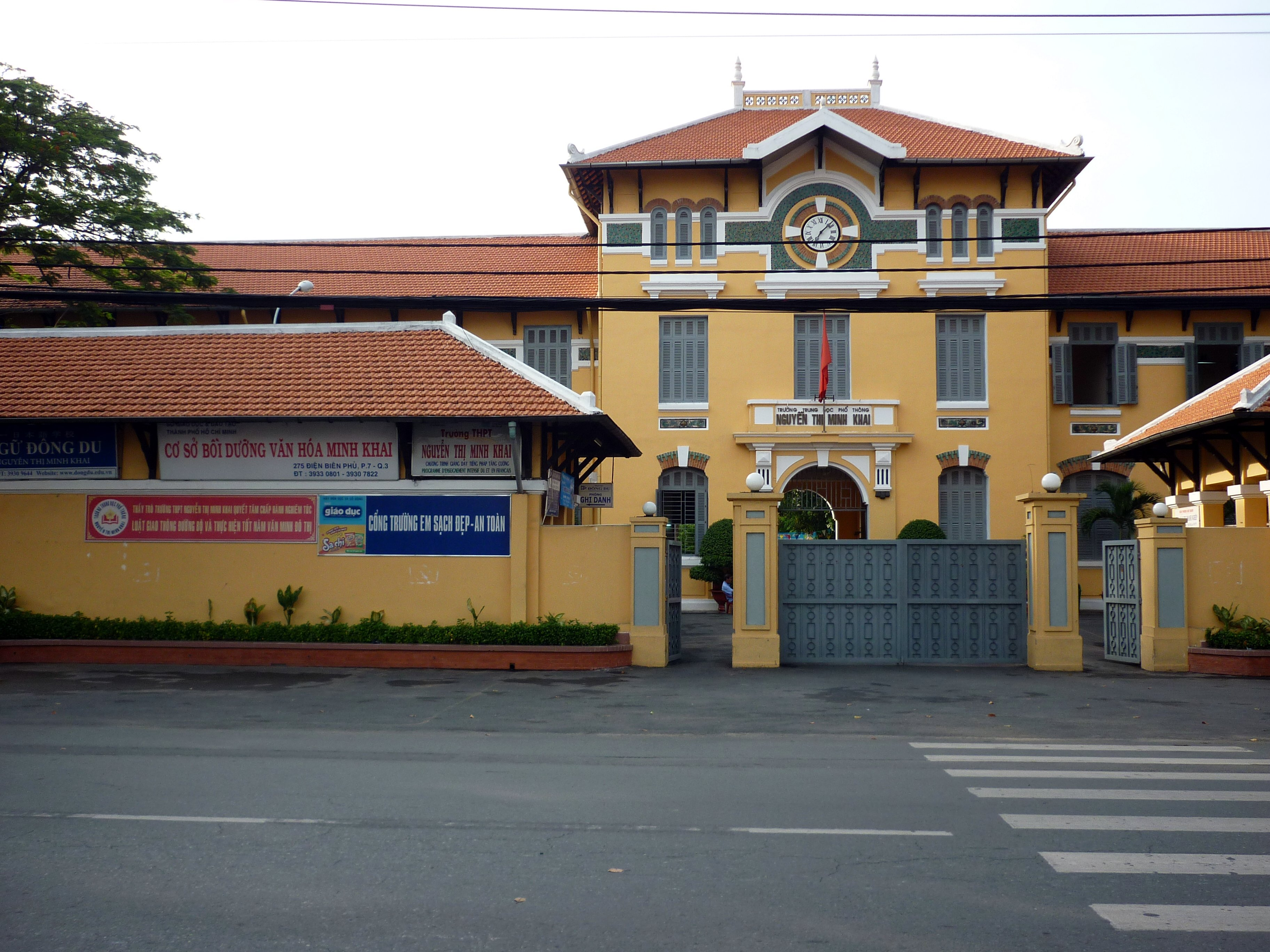
Cổng trường THPT Nguyễn Thị Minh Khai, TPHCM

## Trường chuyên
| STT                                        | Tên trường                                                                    | Thành lập                              | Địa chỉ                                                    | Hiệu trưởng                            | Ghi chú                                                                                        |
| Trường chuyên thuộc các Trường Đại học     | Trường chuyên thuộc các Trường Đại học                                        | Trường chuyên thuộc các Trường Đại học | Trường chuyên thuộc các Trường Đại học                     | Trường chuyên thuộc các Trường Đại học | Trường chuyên thuộc các Trường Đại học                                                         |
| ------------------------------------------ | ----------------------------------------------------------------------------- | -------------------------------------- | ---------------------------------------------------------- | -------------------------------------- | ---------------------------------------------------------------------------------------------- |
| 1                                          | Trường Phổ thông Năng Khiếu, Đại học Quốc gia TP.HCM                          | 1996                                   | 153 Nguyễn Chí Thanh, Phường 9, Quận 5                     | TS. Bùi Thị Hồng Hạnh                  | http://ptnk.edu.vn/                                                                            |
| 1                                          | Trường Phổ thông Năng Khiếu, Đại học Quốc gia TP.HCM                          | 2014                                   | Khu đô thị Đại học Quốc gia, P. Linh Trung, TP. Thủ Đức    | TS. Bùi Thị Hồng Hạnh                  | http://ptnk.edu.vn/                                                                            |
| Trường chuyên thuộc Sở Giáo dục và Đào tạo |                                                                               |                                        |                                                            |                                        |                                                                                                |
| 2                                          | Trường THPT chuyên Trần Đại Nghĩa                                             | 1874                                   | 20 ‎Lý Tự Trọng, P. Bến Nghé, Quận 1                        | TS. Nguyễn Minh                        | http://trandainghia.edu.vn/                                                                    |
| 2                                          | Trường THPT chuyên Trần Đại Nghĩa                                             | 1874                                   | 2/6A Lương Định Của, P. An Khánh, TP. Thủ Đức              | TS. Nguyễn Minh                        | http://trandainghia.edu.vn/                                                                    |
| 3                                          | Trường THPT chuyên Lê Hồng Phong                                              | 1927                                   | 235 Nguyễn Văn Cừ, Phường 4, Quận 5                        | ThS. Phạm Thị Bé Hiền                  | http://www.thpt-lehongphong-tphcm.edu.vn/                                                      |
| Trường có lớp chuyên                       |                                                                               |                                        |                                                            |                                        |                                                                                                |
| 4                                          | Trường THPT Gia Định                                                          | 1956                                   | 44 Võ Oanh, Phường 25, quận Bình Thạnh                     | Nguyễn Ngọc Khánh Vân                  | https://thptgiadinh.hcm.edu.vn/ Lưu trữ ngày 7 tháng 12 năm 2016 tại Wayback Machine           |
| 5                                          | Trường THPT Mạc Đĩnh Chi                                                      | 1957                                   | 4 Tân Hòa Đông, Phường 13, Quận 6                          | Trần Thanh Bình                        | https://thptmacdinhchi.hcm.edu.vn/                                                             |
| 6                                          | Trường THPT Nguyễn Hữu Huân                                                   | 1962                                   | 11 Đoàn Kết, P. Bình Thọ, TP. Thủ Đức                      | ThS. Nguyễn Đức Chính                  | https://thptnguyenhuuhuan.hcm.edu.vn/                                                          |
| 7                                          | Trường THPT Nguyễn Thượng Hiền                                                | 1970                                   | 544 Cách Mạng Tháng Tám, Phường 4, quận Tân Bình           | ThS. Lâm Triều Nghi                    | https://thptnguyenthuonghien.hcm.edu.vn/ Lưu trữ ngày 27 tháng 11 năm 2016 tại Wayback Machine |
| Trường chuyên Thể dục Thể thao             |                                                                               |                                        |                                                            |                                        |                                                                                                |
| 8                                          | Trường THPT Năng khiếu Thể dục Thể thao TP.HCM                                | 2002                                   | 43 Điện Biên Phủ, P. Đa Kao, Quận 1                        | Nguyễn Thị Yến Phương                  | https://thptnangkhieutdtt.hcm.edu.vn/                                                          |
| 9                                          | Trường THPT Năng khiếu Thể dục Thể thao Nguyễn Thị Định                       | 2004                                   | 215 Đường Hoàng Ngân, Phường 16, Quận 8                    | Lê Quang Ninh                          | https://thptnangkhieutdttnguyenthidinh.hcm.edu.vn/                                             |
| 10                                         | Trường Phổ thông Năng khiếu Thể thao Olympic – Đại học Thể dục Thể thao TPHCM | 2014                                   | Đại học Thể dục Thể thao TPHCM, P. Linh Trung, TP. Thủ Đức | TS. Võ Quốc Thắng                      | https://nkttolympic.hcm.edu.vn/                                                                |
| 11                                         | Trường THPT Năng khiếu Thể dục Thể thao Bình Chánh                            | 2018                                   | A10/3D Mai Bá Hương, xã Lê Minh Xuân, huyện Bình Chánh     | ThS. Bùi Thiện Đạo                     | https://thptnangkhieutdttbinhchanh.hcm.edu.vn/                                                 |

## Trường công lập
| STT               | Tên trường | Thành lập                                     | Địa chỉ                                                       | Hiệu trưởng                 | Ghi chú                                                                                      |  |
| Quận 1            | Quận 1 | Quận 1                                        | Quận 1                                                        | Quận 1                      | Quận 1                                                                                       |  |
| ----------------- | --- | --------------------------------------------- | ------------------------------------------------------------- | --------------------------- | -------------------------------------------------------------------------------------------- |  |
| 1                 | Trường THPT Bùi Thị Xuân | 1956                                          | 73 Bùi Thị Xuân, P. Phạm Ngũ Lão                              | ThS. Huỳnh Thanh Phú        | https://thptbuithixuan.hcm.edu.vn/                                                           |  |
| 2                 | Trường THPT Trưng Vương | 1957                                          | 3 Nguyễn Bỉnh Khiêm, P. Bến Nghé                              | ThS. Trương Thị Bích Thuỷ   | https://thpttrungvuong.hcm.edu.vn/                                                           |  |
| 3                 | Trường THPT Ernst Thälmann | Đổi tên: 1979                                 | 8 Trần Hưng Đạo, P. Phạm Ngũ Lão                              | Nguyễn Hùng Khương          | https://thpttenloman.hcm.edu.vn/                                                             |  |
| 4                 | Trường THPT Lương Thế Vinh | 2004                                          | 131 Cô Bắc, P. Cô Giang                                       | ThS. Bùi Minh Tâm           | https://thptluongthevinh.hcm.edu.vn/                                                         |  |
|                   | Trường THCS - THPT Trần Đại Nghĩa | 2024                                          | 20 ‎Lý Tự Trọng, P. Bến Nghé, Quận 1                           |                             | http://trandainghia.edu.vn/                                                                  |  |
| Quận 3            | |                                               |                                                               |                             |                                                                                              |  |
| 5                 | Trường THPT Lê Quý Đôn | 1877                                          | 10 Nguyễn Thị Minh Khai, P. Võ Thị Sáu                        | ThS. Hà Hữu Thạch           | http://www.thpt-lequydon-hcm.edu.vn/                                                         |  |
| 6                 | Trường THPT Nguyễn Thị Minh Khai | 1913                                          | 275 Điện Biên Phủ, P. Võ Thị Sáu                              | ThS. Nguyễn Thị Hồng Chương | https://thptnguyenthiminhkhai.hcm.edu.vn/                                                    |  |
| 7                 | Trường THPT Marie Curie | 1918                                          | 159 Nam Kỳ Khởi Nghĩa, P. Võ Thị Sáu                          | ThS. Nguyễn Đăng Khoa       | https://thptmariecurie.hcm.edu.vn/                                                           |  |
| 8                 | Trường THPT Nguyễn Thị Diệu | Trước 1954                                    | 12 Trần Quốc Toản, P. Võ Thị Sáu                              | TS. Dương Văn Thư           | http://thptnguyenthidieu.edu.vn                                                              |  |
| 9                 | Trường THPT Lê Thị Hồng Gấm | 1979                                          | 147 Pasteur, P. Võ Thị Sáu                                    | ThS. Vũ Quốc Phong          | https://thptlethihonggam.hcm.edu.vn/                                                         |  |
| Quận 4            | |                                               |                                                               |                             |                                                                                              |  |
| 10                | Trường THPT Nguyễn Trãi | 1923                                          | Số 364 Nguyễn Tất Thành, Phường 18                            | ThS. Lê Công Triệu          | https://thptnguyentrai.hcm.edu.vn/                                                           |  |
| 11                | Trường THPT Nguyễn Hữu Thọ | 2003                                          | Số 2 Bến Vân Đồn, Phường 13                                   | ThS. Đỗ Đình Đảo            | https://thptnguyenhuutho.hcm.edu.vn/                                                         |  |
| Quận 5            | |                                               |                                                               |                             |                                                                                              |  |
| 12                | Trường THPT Hùng Vương | 1934                                          | Số 124 Hồng Bàng, Phường 12                                   | ThS. Trương Thị Bích Thuỷ   | https://thpthungvuong.hcm.edu.vn/                                                            |  |
| 13                | Trường Trung học Thực hành Sài Gòn | 1956                                          | Số 220 Trần Bình Trọng, Phường 4                              | ThS. Lê Thị Phương Trinh    | http://thuchanhsaigon.edu.vn/                                                                |  |
| 14                | Trường Trung học Thực hành - Đại học Sư phạm TP.HCM                                                                                         | 1965                                          | Đại học Sư phạm TPHCM, Số 280 An Dương Vương, Phường 4        | ThS. Nguyễn Thị Tú          | http://trunghocthuchanhdhsp.edu.vn/                                                          |  |
| 15                | Trường THPT Trần Khai Nguyên | Đổi tên: 1975                                 | Số 225 Nguyễn Tri Phương, Phường 9                            | Võ Thị Hồng Lan             | https://thpttrankhainguyen.hcm.edu.vn/ Lưu trữ ngày 23 tháng 11 năm 2016 tại Wayback Machine |  |
| 16                | Trường THPT Trần Hữu Trang | 1988                                          | Số 276 Trần Hưng Đạo B, Phường 11                             | Trần Thanh Phong            | https://thpttranhuutrang.hcm.edu.vn/                                                         |  |
| Quận 6            | |                                               |                                                               |                             |                                                                                              |  |
| 17                | Trường THPT Bình Phú | 2000                                          | Số 102 Trần Văn Kiểu, Phường 10                               | Trần Nghĩa Nhân             | https://thptbinhphuhcm.edu.vn/                                                               |  |
| 18                | Trường THPT Nguyễn Tất Thành | 2011                                          | Số 249 Nguyễn Văn Luông, Phường 11                            | Lê Văn Anh                  | https://thptnguyentatthanh.hcm.edu.vn/                                                       |  |
| 19                | Trường THPT Phạm Phú Thứ | 2017                                          | Số 425 - 435 Gia Phú, Phường 3                                | Phạm Đức Hiền               | https://thptphamphuthu.hcm.edu.vn/                                                           |  |
| Quận 7            | |                                               |                                                               |                             |                                                                                              |  |
| 20                | Trường THPT Ngô Quyền | 1920                                          | Số 1360 Huỳnh Tấn Phát, Phường Phú Mỹ                         | ThS. Nguyễn Hữu Trí         | https://thptngoquyen.hcm.edu.vn/                                                             |  |
| 21                | Trường THPT Lê Thánh Tôn | 1982                                          | Số 124 Đường 17, Phường Tân Kiểng                             | Phan Hường                  | https://thptlethanhton.hcm.edu.vn/                                                           |  |
| 22                | Trường Tiểu học - THCS - THPT Nam Sài Gòn                                                                                                   | Dân lập: 1997 Công lập tự chủ tài chính: 2006 | Khu A - Đô thị mới Nam Sài Gòn, Phường Tân Phú                | ThS. Phạm Thanh Nam         | https://thptnamsaigon.hcm.edu.vn/                                                            |  |
| 23                | Trường THPT Tân Phong | 2003                                          | Số 15F Nguyễn Văn Linh, Phường Tân Phong                      | ThS. Trần Công Bình         | https://thpttanphong.hcm.edu.vn/                                                             |  |
| Quận 8            | |                                               |                                                               |                             |                                                                                              |  |
| 24                | Trường THPT Lương Văn Can | 1966                                          | Số 173 Phạm Hùng, Phường 4                                    |                             | https://thptluongvancan.hcm.edu.vn/                                                          |  |
| 25                | Trường THPT Ngô Gia Tự | 1973                                          | Số 360E Bến Bình Đông, Phường 15                              |                             | https://thptngogiatu.hcm.edu.vn/                                                             |  |
| 26                | Trường THPT Tạ Quang Bửu | 2001                                          | Số 909 Tạ Quang Bửu, Phường 5                                 |                             | https://thpttaquangbuu.hcm.edu.vn/                                                           |  |
| 27                | Trường THPT Nguyễn Văn Linh | 2010                                          | Số 2 Đường 3154 Phạm Thế Hiển, Phường 7                       |                             | http://thptnguyenvanlinh.hcm.edu.vn/%5B%5D                                                   |  |
| 28                | Trường THPT Võ Văn Kiệt | 2015                                          | Số 629 Bến Bình Đông, Phường 13                               | ThS. Phạm Quang Hiếu        | https://thptvovankiet.hcm.edu.vn/                                                            |  |
| Quận 10           | |                                               |                                                               |                             |                                                                                              |  |
| 29                | Trường THPT Nguyễn An Ninh | 1971                                          | Số 93 Trần Nhân Tôn, Phường 2                                 | Nguyễn Thành Trung          | https://thptnguyenanninh.hcm.edu.vn%5B%5D                                                    |  |
| 30                | Trường THCS - THPT Sương Nguyệt Anh | 1971                                          | Số 249 Hòa Hảo, Phường 2                                      |                             | https://thptsuongnguyetanh.hcm.edu.vn/                                                       |  |
| 31                | Trường THPT Nguyễn Du | 1971                                          | Số XX1 Đồng Nai - Cư xá Bắc Hải, Phường 15                    |                             | https://thptnguyendu.hcm.edu.vn/                                                             |  |
| 32                | Trường THPT Nguyễn Khuyến | 1978                                          | Số 50 Thành Thái, Phường 12                                   |                             | https://thptnguyenkhuyen.hcm.edu.vn/                                                         |  |
| 33                | Trường THCS - THPT Diên Hồng | 1980                                          | Số 11 Thành Thái, Phường 14                                   |                             | https://thptdienhong.hcm.edu.vn/                                                             |  |
| Quận 11           | |                                               |                                                               |                             |                                                                                              |  |
| 34                | Trường THPT Nam Kỳ Khởi Nghĩa | 1980                                          | Số 269/8 Nguyễn Thị Nhỏ, Phường 16                            |                             | https://thptnamkykhoinghia.hcm.edu.vn/                                                       |  |
| 35                | Trường THPT Nguyễn Hiền | 1992                                          | Số 03 Dương Đình Nghệ, Phường 8                               |                             | https://thptnguyenhien.hcm.edu.vn/                                                           |  |
| 36                | Trường THPT Trần Quang Khải | 2009                                          | Số 343D Lạc Long Quân, Phường 5                               |                             | https://thpttranquangkhai.hcm.edu.vn/                                                        |  |
| Quận 12           | |                                               |                                                               |                             |                                                                                              |  |
| 37                | Trường THPT Võ Trường Toản | 1999                                          | Số 482 Nguyễn Thị Đặng, Phường Hiệp Thành                     |                             | http://votruongtoanq12hcm.edu.vn/ Lưu trữ ngày 13 tháng 4 năm 2021 tại Wayback Machine       |  |
| 38                | Trường THPT Trường Chinh | 2003                                          | Số 01 DN 11, Phường Tân Hưng Thuận                            |                             | https://thpttruongchinh.hcm.edu.vn/                                                          |  |
| 39                | Trường THPT Thạnh Lộc | 1986                                          | Số 116 Nguyễn Thị Sáu,Phường Thạnh Lộc                        |                             | https://thpt-thanhloc-tphcm.edu.vn/                                                          |  |
| Quận Bình Tân     | |                                               |                                                               |                             |                                                                                              |  |
| 40                | Trường THPT An Lạc | 1974                                          | Số 595 Kinh Dương Vương, Phường An Lạc                        |                             | http://thptanlac.hcm.edu.vn/ Lưu trữ ngày 16 tháng 4 năm 2021 tại Wayback Machine            |  |
| 41                | Trường THPT Nguyễn Hữu Cảnh | 2010                                          | Số 845 Hương Lộ 2, Phường Bình Trị Đông A                     |                             | https://thptnguyenhuucanh.hcm.edu.vn/                                                        |  |
| 42                | Trường THPT Bình Tân | 2011                                          | Số 117/4H Hồ Văn Long, Phường Tân Tạo                         |                             | https://thptbinhtan.hcm.edu.vn/                                                              |  |
| 43                | Trường THPT Bình Hưng Hòa | 2011                                          | Số 79/19 Đường số 4, Phường Bình Hưng Hòa                     |                             | https://thptbinhhunghoa.hcm.edu.vn/                                                          |  |
| 44                | Trường THPT Vĩnh Lộc | 2015                                          | Số 87 Đường số 3, Phường Bình Hưng Hòa B                      |                             | https://thptvinhloc.hcm.edu.vn/                                                              |  |
| 45                | Trường THPT Hoàng Thế Thiện (Thành lập theo Quyết định số 2968/QĐ-UBND ngày 13 tháng 06 năm 2025 của Ủy ban nhân dân Thành phố Hồ Chí Minh) | 2025                                          | Số 19 đường Tên lửa nối dài, phường An Lạc                    | ThS. Trần Minh Kha          | https://thpthoangthethien.hcm.edu.vn/                                                        |  |
| Quận Bình Thạnh   | |                                               |                                                               |                             |                                                                                              |  |
| 45                | Trường THPT Võ Thị Sáu | 1957                                          | Số 95 Lê Văn Duyệt, Phường 3                                  |                             | https://thptvothisau.hcm.edu.vn/                                                             |  |
| 46                | Trường THPT Phan Đăng Lưu | 1979                                          | Số 27 Nguyễn Văn Đậu, Phường 6                                |                             | https://thptphandangluu.hcm.edu.vn/                                                          |  |
| 47                | Trường THPT Hoàng Hoa Thám | 1976                                          | Số 6 Hoàng Hoa Thám, Phường 7                                 |                             | https://thpthoanghoatham.hcm.edu.vn/                                                         |  |
| 48                | Trường THPT Thanh Đa | 1979                                          | Số 186 Nguyễn Xí, Phường 26                                   |                             | https://www.thptthanhda.edu.vn/                                                              |  |
| 49                | Trường THPT Trần Văn Giàu | 2012                                          | Số 203/40 Đặng Thùy Trâm, Phường 13                           |                             | https://thpttranvangiau.hcm.edu.vn/                                                          |  |
| Quận Gò Vấp       | |                                               |                                                               |                             |                                                                                              |  |
| 50                | Trường THPT Nguyễn Trung Trực | Đổi tên: 1976                                 | Số 9/168 Lê Đức Thọ, Phường 15                                |                             | https://thptnguyentrungtruc.hcm.edu.vn/                                                      |  |
| 51                | Trường THPT Gò Vấp | 1978                                          | Số 90A Nguyễn Thái Sơn, Phường 3                              |                             | https://thptgovap.hcm.edu.vn/                                                                |  |
| 52                | Trường THPT Nguyễn Công Trứ | 1986                                          | Số 97 Quang Trung, Phường 8                                   |                             | https://thptnguyencongtru.hcm.edu.vn/                                                        |  |
| 53                | Trường THPT Trần Hưng Đạo | 2005                                          | Số 88/955E Lê Đức Thọ, Phường 6                               |                             | https://thpttranhungdao.hcm.edu.vn/                                                          |  |
| Quận Phú Nhuận    | |                                               |                                                               |                             |                                                                                              |  |
| 54                | Trường THPT Phú Nhuận | 1976                                          | Số 5 Hoàng Minh Giám, Phường 9                                |                             | https://thptphunhuan.hcm.edu.vn/                                                             |  |
| 55                | Trường THPT Hàn Thuyên | 1987                                          | Số 37 Đặng Văn Ngữ, Phường 10                                 |                             | https://thpthanthuyen.hcm.edu.vn/                                                            |  |
| Quận Tân Bình     | |                                               |                                                               |                             |                                                                                              |  |
| 56                | Trường THPT Nguyễn Thái Bình | 1970                                          | Số 913-915 Lý Thường Kiệt, Phường 9                           |                             | https://thptnguyenthaibinh.hcm.edu.vn/                                                       |  |
| 57                | Trường THPT Nguyễn Chí Thanh | 1988                                          | Số 1A Nguyễn Hiến Lê, Phường 13                               |                             | https://thptnguyenchithanh.hcm.edu.vn                                                        |  |
| Quận Tân Phú      | |                                               |                                                               |                             |                                                                                              |  |
| 58                | Trường THPT Trần Phú | 1981                                          | Số 18 Lê Thúc Hoạch, Phường Phú Thọ Hòa                       |                             | https://thpt-tranphu-tphcm.edu.vn/                                                           |  |
| 59                | Trường THPT Tân Bình | 2000                                          | Số 19 Hoa Bằng, Phường Tân Sơn Nhì                            |                             | https://thpttanbinh.hcm.edu.vn/                                                              |  |
| 60                | Trường THPT Tây Thạnh | 2006                                          | Số 27 Đường C2, Phường Tây Thạnh                              |                             | https://thpttaythanh.hcm.edu.vn/                                                             |  |
| 61                | Trường THPT Lê Trọng Tấn | 2017                                          | Số 5 Đường D2, Phường Sơn Kỳ                                  |                             | https://thptletrongtan.hcm.edu.vn/                                                           |  |
| Thành phố Thủ Đức | |                                               |                                                               |                             |                                                                                              |  |
| 62                | Trường THPT Thủ Đức | 1959                                          | Số 166/24 Đặng Văn Bi, Phường Bình Thọ                        | Lê Ngọc Khái                | https://thptthuduc.hcm.edu.vn/ Lưu trữ ngày 12 tháng 12 năm 2016 tại Wayback Machine         |  |
| 63                | Trường THPT Thủ Thiêm | 1976                                          | Số 1 Vũ Tông Phan, Phường An Phú, Quận 2                      | ThS. Nguyễn Tấn Tài         | https://thptthuthiem.hcm.edu.vn/                                                             |  |
| 64                | Trường THPT Giồng Ông Tố | 1978                                          | Số 200/10 Nguyễn Thị Định, Phường Bình Trưng Tây, Quận 2 (cũ) | ThS. Nguyễn Văn Hiệp        | https://thptgiongongto.hcm.edu.vn/                                                           |  |
| 65                | Trường THPT Nguyễn Huệ | 1991                                          | Số 13 Đường số 13, Phường Long Thạnh Mỹ, Quận 9 (cũ)          | ThS. Dương Thị Hải Quý      | https://thptnguyenhue.hcm.edu.vn/                                                            |  |
| 66                | Trường THPT Tam Phú | 1999                                          | Số 31 Phú Châu, Phường Tam Phú                                |                             | https://thpttamphu.hcm.edu.vn/                                                               |  |
| 67                | Trường THPT Phước Long | 2000                                          | Số 18D Dương Đình Hội, Phường Phước Long B, Quận 9            |                             | https://thptphuoclong.hcm.edu.vn/                                                            |  |
| 68                | Trường THPT Long Trường | 2004                                          | Số 309 Võ Văn Hát, Phường Long Trường, Quận 9                 |                             | https://thptlongtruong.hcm.edu.vn/                                                           |  |
| 69                | Trường THPT Hiệp Bình | 2005                                          | Số 63 Hiệp Bình, Phường Hiệp Bình Phước                       |                             | https://thpthiepbinh.hcm.edu.vn/                                                             |  |
| 70                | Trường THPT Đào Sơn Tây | 2013                                          | Số 53/5 Đường 10, Phường Linh Xuân                            |                             | https://thptdaosontay.hcm.edu.vn/                                                            |  |
| 71                | Trường THPT Nguyễn Văn Tăng | 2011                                          | Số 1 - Khu tái định cư Long Bửu, Phường Long Bình, Quận 9     |                             | http://thptnguyenvantang.edu.vn/                                                             |  |
| 72                | Trường THPT Linh Trung | 2018                                          | Số 5 Đường 16, Phường Linh Trung                              |                             | https://thptlinhtrung.hcm.edu.vn/                                                            |  |
| 73                | Trường THPT Bình Chiểu | 2019                                          | Số 88B Lê Thị Hoa, Phường Bình Chiểu                          |                             | https://thptbinhchieu.hcm.edu.vn/                                                            |  |
| 74                | Trường THPT Dương Văn Thì | 2019                                          | Số 161 Lã Xuân Oai, Phường Tăng Nhơn Phú A, Quận 9 (cũ)       |                             | https://thptduongvanthi.hcm.edu.vn/                                                          |  |
| Huyện Bình Chánh  | |                                               |                                                               |                             |                                                                                              |  |
| 75                | Trường THPT Bình Chánh | 1967                                          | Số D17/1D Huỳnh Văn Trí, Xã Bình Chánh                        |                             | https://thptbinhchanh.hcm.edu.vn/                                                            |  |
| 76                | Trường THPT Lê Minh Xuân | 1988                                          | Số G11/1 Ấp 7, Xã Lê Minh Xuân                                |                             | http://thptleminhxuan.edu.vn/ Lưu trữ ngày 17 tháng 5 năm 2021 tại Wayback Machine           |  |
| 77                | Trường THPT Đa Phước | 2005                                          | Số D14/410A Quốc lộ 50, Xã Đa Phước                           |                             | http://thptdaphuoc.edu.vn/ Lưu trữ ngày 20 tháng 10 năm 2021 tại Wayback Machine             |  |
| 78                | Trường THPT Tân Túc | 2013                                          | Số C1/3K Bùi Thanh Khiết, Thị trấn Tân Túc                    |                             | https://thpttantuc.hcm.edu.vn/                                                               |  |
| 79                | Trường THPT Vĩnh Lộc B | 2014                                          | Đường số 3, Khu dân cư Vĩnh Lộc B, Xã Vĩnh Lộc B              |                             | https://thptvinhlocb.hcm.edu.vn/                                                             |  |
| 80                | Trường THPT Phong Phú | 2019                                          | Số 2 Đường 14B, KDC Phong Phú 4, Xã Phong Phú                 |                             | https://thptphongphu.hcm.edu.vn/                                                             |  |
| Huyện Cần Giờ     | |                                               |                                                               |                             |                                                                                              |  |
| 81                | Trường THPT Bình Khánh | 2001                                          | Đường Rừng Sác, Ấp Bình An, Xã Bình Khánh                     | ThS. Ngô Tấn Hưng           | https://thptbinhkhanh.hcm.edu.vn/                                                            |  |
| 82                | Trường THPT Cần Thạnh | 2001                                          | Số 346 Duyên Hải, Thị trấn Cần Thạnh                          | ThS. Lương Văn Minh         | https://thptcanthanh.hcm.edu.vn/                                                             |  |
| 83                | Trường THPT An Nghĩa | 2017                                          | Đường Tam Thôn Hiệp, Ấp An Nghĩa, Xã An Thới Đông             | ThS. Huỳnh Bảo Quốc         | https://thptannghia.hcm.edu.vn/                                                              |  |
| 84                | Trường THCS - THPT Thạnh An | 2018                                          | Ấp Thạnh Hoà, Xã đảo Thạnh An                                 | ThS. Nguyễn Bảo Ngọc        | https://thcs-thptthanhan.hcm.edu.vn/                                                         |  |
| Huyện Củ Chi      | |                                               |                                                               |                             |                                                                                              |  |
| 85                | Trường THPT Củ Chi | 1962                                          | Tỉnh lộ 8, Khu phố 1, Thị trấn Củ Chi                         | ThS. Lê Thị Uyên            | http://thptcuchi.hcm.edu.vn/ Lưu trữ ngày 18 tháng 9 năm 2016 tại Wayback Machine            |  |
| 86                | Trường THPT Trung Phú | 1965                                          | Số 1318 Tỉnh lộ 8, Xã Tân Thạnh Đông                          | ThS. Lê Đức Chinh           | https://thpttrungphu.hcm.edu.vn/                                                             |  |
| 87                | Trường THPT An Nhơn Tây | 1976                                          | Số 1290 Tỉnh lộ 7, Xã An Nhơn Tây                             | ThS. Nguyễn Thị Hoa Huệ     | https://thptannhontay.hcm.edu.vn/                                                            |  |
| 88                | Trường THPT Quang Trung | 1989                                          | Tỉnh lộ 7, Ấp Phước An, Xã Phước Thạnh                        | Trần Hoàng Tịnh             | https://thptquangtrung.hcm.edu.vn/                                                           |  |
| 89                | Trường THPT Trung Lập | 2001                                          | Số 91/3 Trung Lập, Xã Trung Lập Thượng                        | Võ Thị Kim Bỉ               | http://thpttrunglap.hcm.edu.vn/ Lưu trữ ngày 28 tháng 10 năm 2016 tại Wayback Machine        |  |
| 90                | Trường THPT Phú Hòa | 2003                                          | Huỳnh Thị Bẳng, Ấp Phú Lợi, Xã Phú Hòa Đông                   | Nguyễn Hữu Thọ              | https://thptphuhoa.hcm.edu.vn/                                                               |  |
| 91                | Trường THPT Tân Thông Hội | 2003                                          | Đường Suối Lội, Ấp Bầu Sim, Xã Tân Thông Hội                  | Châu Văn Khoăn              | https://thpttanthonghoi.hcm.edu.vn/                                                          |  |
| Huyện Hóc Môn     | |                                               |                                                               |                             |                                                                                              |  |
| 92                | Trường THPT Lý Thường Kiệt | 1957                                          | Đường Trần Thị Bốc, Xã Thới Tam Thôn                          | ThS. Phạm Quang Tuyến       | https://thptlythuongkiet.hcm.edu.vn/                                                         |  |
| 93                | Trường THPT Nguyễn Hữu Cầu | 1960                                          | Số 07 Nguyễn Ảnh Thủ, Xã Trung Chánh                          | ThS. Nguyễn Thị Ánh Mai     | https://thptnguyenhuucau.hcm.edu.vn/                                                         |  |
| 94                | Trường THPT Bà Điểm | 1998                                          | Số 07 Nguyễn Thị Sóc, Xã Bà Điểm                              | ThS. Võ Thành Danh          | https://thptbadiem.hcm.edu.vn/                                                               |  |
| 95                | Trường THPT Nguyễn Hữu Tiến | 2004                                          | Số 9A Ấp 7, Xã Đông Thạnh                                     | ThS. Mai Kim Hoàng          | http://thpt-nguyenhuutien-tphcm.edu.vn/                                                      |  |
| 96                | Trường THPT Nguyễn Văn Cừ | 2004                                          | Số 100A Nguyễn Văn Bứa, Xã Xuân Thới Thượng                   | ThS. Trương Thị Tranh       | https://thptnguyenvancu.hcm.edu.vn/                                                          |  |
| 97                | Trường THPT Phạm Văn Sáng | 2012                                          | Số 26/1C Ấp 3, Xã Xuân Thới Sơn                               | Lê Thị Thanh Thuỷ           | https://thptphamvansang.hcm.edu.vn/                                                          |  |
| 98                | Trường THPT Hồ Thị Bi | 2019                                          | Số 32 Tân Hiệp 28, Ấp Tân Thới 3, Xã Tân Hiệp                 | ThS. Lê Thanh Tòng          | https://thpthothibi.hcm.edu.vn/                                                              |  |
| Huyện Nhà Bè      | |                                               |                                                               |                             |                                                                                              |  |
| 99                | Trường THPT Long Thới | 2001                                          | Số 280 Nguyễn Văn Tạo, Xã Long Thới                           | ThS. Bùi Minh Bình          | https://thptlongthoi.hcm.edu.vn/                                                             |  |
| 100               | Trường THPT Phước Kiển | 2010                                          | Số 1163 Lê Văn Lương, Xã Phước Kiển                           | Đinh Quang Thanh Bình       | https://thptphuockien.hcm.edu.vn/                                                            |  |
| 101               | Trường THPT Dương Văn Dương | 2014                                          | Số 39 Đường 6, Khu dân cư Phú Gia, Xã Phú Xuân                | ThS. Ngô Hồ Phong           | https://thptduongvanduong.hcm.edu.vn/                                                        |  |

## Trường ngoài công lập

### Trường dân lập
| STT            | Tên trường                                    | Năm thành lập  | Địa chỉ                             | Ghi chú                                                |
| Trường dân lập | Trường dân lập                                | Trường dân lập | Trường dân lập                      | Trường dân lập                                         |
| -------------- | --------------------------------------------- | -------------- | ----------------------------------- | ------------------------------------------------------ |
| 1              | Trường Tiểu học, THCS và THPT Hermann Gmeiner | ?              | 697 Quang Trung, Quận Gò Vấp, TPHCM | Trường thuộc Sở Lao động, Thương binh và Xã hội TPHCM. |

### Trường tư thục
| STT               | Tên trường                                       | Thành lập | Địa chỉ | Ghi chú                                            |
| Quận 1            | Quận 1                                           | Quận 1    | Quận 1 | Quận 1                                             |
| ----------------- | ------------------------------------------------ | --------- | --- | -------------------------------------------------- |
| 1                 | Trường THCS - THPT Đăng Khoa                     | 1997      | Cơ sở 1: 571 Cô Bắc, Phường Cầu Ông Lãnh, Quận 1 Cơ sở 2: 72 Đặng Văn Ngữ, Phường 10, Quận Phú Nhuận |                                                    |
| Quận 3            |                                                  |           | |                                                    |
| Quận 4            |                                                  |           | |                                                    |
| Quận 5            |                                                  |           | |                                                    |
| 2                 | Trường THCS - THPT Nguyễn Bỉnh Khiêm             | ?         | 28-30 Ngô Quyền, Phường 6, Quận 5 |                                                    |
| 3                 | Trường THPT An Đông                              | ?         | 91 Nguyễn Chí Thanh, Phường 9, Quận 5 |                                                    |
| 4                 | Trường THPT Thăng Long                           | ?         | CS 1: 114-116 Hải Thượng Lãn Ông, Phường 10, Quận 5 CS 3: 24 Đường 45, Phường 14, Quận Gò Vấp |                                                    |
| 5                 | Trường THPT Khai Trí                             | 2001      | 133 Nguyễn Trãi, Quận 5 |                                                    |
| 6                 | Trường THCS - THPT Văn Lang                      | 2010      | 2 - 4 Tân Thành, Phường 12, Quận 5 |                                                    |
| 7                 | Trường THCS - THPT Quang Trung Nguyễn Huệ        | 2009      | CS 1: 223 Nguyễn Tri Phương, Phường 9, Quận 5 CS 2: 780 Nguyễn Kiệm, Phường 4, Quận Phú Nhuận |                                                    |
| Quận 6            |                                                  |           | |                                                    |
| 8                 | Trường THCS – THPT Phan Bội Châu                 | 1997      | 293-299 Nguyễn Đình Chi, Phường 9, Quận 6 | Cơ sở đang xin cấp phép hoạt động giáo dục         |
| 9                 | Trường THPT Quốc Trí                             |           | 313 Nguyễn Văn Luông, Phường 12 |                                                    |
| Quận 7            |                                                  |           | |                                                    |
| 10                | Trường Tiểu học - THCS - THPT Sao Việt           | ?         | Khu dân cư Him Lam, Tân Hưng |                                                    |
| 11                | Trường THCS - THPT Đức Trí                       |           | CS1: 39/23 Bùi Văn Ba, Phường Tân Thuận Đông CS2: 742/10 Nguyễn Kiệm, Phường 4, Quận Phú Nhuận |                                                    |
| 12                | Trường THCS - THPT Đinh Thiện Lý                 |           | Lô P1, khu A, khu đô thị Phú Mỹ Hưng, Phường Tân Phong |                                                    |
| 13                | Trường Tiểu học - THCS - THPT Hoàng Gia          |           | CS2: 38 Đặng Đại Đô, Phường Tân Phong CS3: 02 đường D2, An Lạc, Bình Tân |                                                    |
| Quận 8            |                                                  |           | |                                                    |
| Quận 10           |                                                  |           | |                                                    |
| 14                | Trường THPT Nhân Trí                             | ?         | 409 Sư Vạn Hạnh nối dài, Quận 10 |                                                    |
| 15                | Trường THCS - THPT Duy Tân                       | ?         | 106 Nguyễn Giản Thanh, Phường 15, Quận 10 |                                                    |
| 16                | Trường Tiểu học - THCS - THPT Vạn Hạnh           | ?         | 781E Lê Hồng Phong, Phường 12, Quận 10 |                                                    |
| Quận 11           |                                                  |           | |                                                    |
| 17                | Trường Tiểu học - THCS - THPT Trương Vĩnh Ký     | ?         | CS 1: 21 Trịnh Đình Trọng, Phường 5, Quận 11 CS 2: 110 Bành Văn Trân, Phường 7, Quận Tân Bình |                                                    |
| 18                | Trường THPT Trần Quốc Tuấn                       |           | 236/10-236/12 Thái Phiên, phường 8 |                                                    |
| Quận 12           |                                                  |           | |                                                    |
| 19                | Trường THCS - THPT Bắc Sơn                       | ?         | CS 1: 338/24 Nguyễn Văn Quá, Phường Đông Hưng Thuận, Quận 12 CS 2: 371A-B Nguyễn Văn Quá, Phường Đông Hưng Thuận, Quận 12                                                                                  |                                                    |
| 20                | Trường THCS - THPT Đông Du                       | 2007      | 8 Tân Thới Nhất 17, Phường Tân Thới Nhất, Quận 12 | Dừng hoạt động                                     |
| 21                | Trường THCS - THPT Phùng Hưng                    | 2015      | 27 Thạnh Lộc 02, Phường Thạnh Lộc, Quận 12 |                                                    |
| 22                | Trường THCS - THPT Lạc Hồng                      | 2008      | CS 1: 2276/5 Quốc lộ 1, Phường Trung Mỹ Tây, Quận 12 CS 2: 556/4 Lê Thị Riêng, Phường Thới An, Quận 12 |                                                    |
| 23                | Trường THPT Việt Âu                              |           | 30/2 Quốc lộ 1A, phường Tân Thới Hiệp |                                                    |
| 24                | Trường THCS - THPT Ngọc Viễn Đông                |           | 53/1-2-3 Đông Hưng Thuận 2, Tân Hưng Thuận |                                                    |
| 25                | Trường THCS - THPT Hoa Lư                        |           | 201 Phan Văn Hớn, phường Tân Thới Nhất |                                                    |
| 26                | Trường THCS - THPT Hàn Việt                      |           | 70 Tân Thới Nhất 8, phường Tân Thới Nhất |                                                    |
| 27                | Trường THPT Đông Dương                           |           | 103 Hà Huy Giáp, phường Thạnh Lộc |                                                    |
| 28                | Trường Tiểu học - THCS - THPT Tuệ Đức            |           | 8 Tân Thới Nhất 17, Tân Thới Nhất |                                                    |
| 29                | Trường Tiểu học - THCS - THPT Mỹ Việt            |           | 95 Phan Văn Hớn, Tân Thới Nhất |                                                    |
| Quận Bình Thạnh   |                                                  |           | |                                                    |
| 30                | Trường THPT Đông Đô                              | ?         | 12B Nguyễn Hữu Cảnh, Phường 19, Quận Bình Thạnh |                                                    |
| 31                | Trường THPT Phan Hữu Ích                         | ?         | 480/81A Lê Quang Định, Q Bình Thạnh |                                                    |
| 32                | Trường THPT Sài Gòn                              |           | 215D-E, 217 Nơ Trang Long, Phường 12, Quận Bình Thạnh |                                                    |
| 33                | Trường Tiểu học - THCS - THPT Vinschool          |           | CS1: 720A Điện Biên Phủ, phường 22 CS2: 2 Tôn Đức Thắng, phường Bến Nghé, quận 1 |                                                    |
| 34                | Trường Tiểu học - THCS - THPT Anh Quốc           |           | 48 Võ Oanh, phường 25 |                                                    |
| 35                | Trường Tiểu học - THCS - THPT Lam Sơn            |           | 451/45 Xô Viết Nghệ Tĩnh, phường 25 | Dừng hoạt động                                     |
| Quận Gò Vấp       |                                                  |           | |                                                    |
| 36                | Trường THCS - THPT Hồng Hà                       | ?         | CS 1: 170 Quang Trung, Phường 10, Quận Gò Vấp CS 2: 342 Nguyễn Trọng Tuyển, Phường 2, Quận Tân Bình CS 3: 14A Đường 1, Phường 16, Quận Gò Vấp.                                                             |                                                    |
| 37                | Trường THCS - THPT Phạm Ngũ Lão                  | 1997      | 528 Phan Văn Trị, Phường 7, Quận Gò Vấp |                                                    |
| 38                | Trường Tiểu học - THCS - THPT Sài Gòn - Gia Định |           | 514 Lê Quang Định, phường 1, quận Gò Vấp |                                                    |
| 39                | Trường THCS - THPT Nguyễn Tri Phương             |           | 112/48 Bùi Quang Lá, phường 12 |                                                    |
| 40                | Trường THPT Việt Nhật                            |           | 371 Nguyễn Kiệm, phường 3 |                                                    |
| 41                | Trường Tiểu học - THCS - THPT Việt Anh           | 2011      | CS 1: 160/72 Phan Huy Ích, Phường 12, Quận Gò Vấp CS 2: 269A Nguyễn Trọng Tuyển, Phường 10, Quận Phú Nhuận                                                                                                 |                                                    |
| 42                | Trường THPT Lý Thái Tổ                           |           | CS1: 1/22/2A Nguyễn Oanh, phường 6 CS2: 54/5C Phạm Văn Chiêu, phường 14 |                                                    |
| 43                | Trường THCS - THPT Âu Lạc                        |           | 647 Nguyễn Oanh, phường 6 | Dừng hoạt động                                     |
| 44                | Trường Tiểu học - THCS - THPT Đại Việt           |           | 521 Lê Đức Thọ, phường 16 | Dừng hoạt động                                     |
| 45                | Trường THCS - THPT Văn Hóa Việt                  |           | 181 Lê Đức Thọ, phường 17 | Dừng hoạt động                                     |
| Quận Phú Nhuận    |                                                  |           | |                                                    |
| 46                | Trường THPT Hưng Đạo                             | ?         | 120/29/24 Thích Quảng Đức, Phường 4, Quận Phú Nhuận |                                                    |
| Quận Tân Bình     |                                                  |           | |                                                    |
| 47                | Trường THCS – THPT Nguyễn Khuyến                 | 1992      | CS 1: 136 Cộng Hòa, Phường 4, Quận Tân Bình CS 4: 327 Đường số 3, Phường Hiệp Bình Phước, TP. Thủ Đức |                                                    |
| 48                | Trường THCS - THPT Thái Bình                     | ?         | 10 Trương Hoàng Thanh, Phường 12, Quận Tân Bình |                                                    |
| 49                | Trường Tiểu học - THCS - THPT Thanh Bình         | ?         | 192/12 Nguyễn Thái Bình, Phường 12, Quận Tân Bình |                                                    |
| 50                | Trường THCS - THPT Việt Thanh                    | ?         | 261 Cộng Hòa, Phường 13, Quận Tân Bình |                                                    |
| 51                | Trường THPT Việt Mỹ Anh                          |           | 806 Âu Cơ, phường 14 |                                                    |
| 52                | Trường THCS - THPT Bắc Ái                        |           | 187 Gò Cầm Đệm, phường 10 |                                                    |
| 53                | Trường THCS - THPT Hai Bà Trưng                  |           | 51/4 Nguyễn Thị Nhỏ, phường 9 |                                                    |
| 54                | Trường THPT Thủ Khoa Huân                        |           | 481/8 Trường Chinh, phường 14 |                                                    |
| 55                | Trường Tiểu học - THCS - THPT Thái Bình Dương    |           | 125 Bạch Đằng, phường 2 |                                                    |
| Quận Tân Phú      |                                                  |           | |                                                    |
| 56                | Trường THCS - THPT Đào Duy Anh                   | ?         | 23 - 25 Nguyễn Văn Vịnh, Phường Hiệp Tân, Quận Tân Phú | Văn phòng: 355 Nguyễn Văn Luông, Phường 12, Quận 6 |
| 57                | Trường THCS - THPT Hồng Đức                      | ?         | CS 1: Số 8 Hồ Đắc Di, Phường Tây Thạnh, Quận Tân Phú CS 2: 118 Nam Hòa, Phường Phước Long A, TP. Thủ Đức                                                                                                   |                                                    |
| 58                | Trường THCS - THPT Nhân Văn                      | ?         | 17 Sơn Kỳ, Phường Sơn Kỳ, Quận Tân Phú. |                                                    |
| 59                | Trường THPT Nguyễn Trãi                          | ?         | 380 Văn Cao, Phú Thọ Hòa, Q Tân phú |                                                    |
| 60                | Trường THCS - THPT Trí Đức                       | ?         | CS 1: 5 Thoại Ngọc Hầu, Phường Hòa Thạnh, Quận Tân Phú CS 3: Khu phố 5, đường DC6, KCN Tân Bình, Phường Sơn Kỳ, Quận Tân Phú                                                                               |                                                    |
| 61                | Trường Tiểu học - THCS - THPT Hòa Bình           | ?         | CS 2: 152 Nguyễn Duy Dương, Phường 3, Quận 10 CS 1: 69 Trịnh Đình Thảo, Phường Hòa Thạnh, Quận Tân Phú |                                                    |
| 62                | Trường THCS - THPT Khai Minh                     | 2009      | 410 Tân Kỳ Tân Quý, Phường Sơn Kỳ, Quận Tân Phú |                                                    |
| 63                | Trường THCS - THPT Nam Việt                      | 2011      | CS 1: 25, 21/1-3, 23/7-9 Dương Đức Hiền, Phường Tây Thạnh, Quận Tân Phú CS 2: 17/15B, 11C Phan Văn Hớn, Phường Tân Thới Nhất, Quận 12 CS 3: 599A Lê Văn Thọ, Phường 14; Quận Gò Vấp                        |                                                    |
| 64                | Trường THPT Vĩnh Viễn                            | 2010      | 73/7 Lê Trọng Tấn, Phường Sơn Kỳ, Quận Tân Phú |                                                    |
| 65                | Trường Tiểu học - THCS - THPT Lê Thánh Tông      |           | 22 Bờ Bao Tân Thắng, phường Sơn Kỳ, quận Tân Phú |                                                    |
| 66                | Trường THCS - THPT Minh Đức                      |           | 277 Tân Quý, phường Tân Quý, quận Tân Phú |                                                    |
| 67                | Trường THCS - THPT Tre Việt                      |           | CS1: 42/39 - 42/41 Huỳnh Thiên Lộc, phường Hòa Thạnh, quận Tân Phú CS2: 26/25M, 26/25N, 26/25P Xã Xuân Thới Đông, huyện Hóc Môn CS3: 3/5 và 007 Tân Chánh Hiệp 1, phường Tân Chánh Hiệp, quận 12           | Trường có tên cũ là Nhân Việt                      |
| 68                | Trường THCS - THPT Đinh Tiên Hoàng               |           | 85 Chế Lan Viên, phường Tây Thạnh, quận Tân Phú |                                                    |
| 69                | Trường THCS - THPT Trần Cao Vân                  |           | CS1: 126 Tô Hiệu, phường Hiệp Tân, quận Tân Phú CS2: 525 Phan Văn Trị, phường 5 quận Gò Vấp CS3: 512/22A Thống Nhất, phường 6, quận Gò Vấp CS4: 88/20/20 Thạnh Lộc 40, phường Thạnh Lộc, quận 12           |                                                    |
| 70                | Trường THCS - THPT Nam Úc                        |           | 300 Hòa Bình, phường Hiệp Tân, quận Tân Phú | Trường có tên cũ là Quốc Văn Sài Gòn               |
| 71                | Trường Tiểu học - THCS - THPT Tân Phú            |           | 519 Kênh Tân Hóa, phường Hòa Thạnh, quận Tân Phú |                                                    |
| 72                | Trường THPT Đông Á                               |           | 108 Lê Thúc Hoạch, phường Phú Thọ Hòa, quận Tân Phú |                                                    |
| 73                | Trường THPT An Dương Vương                       |           | 51/4 Hòa Bình, phường Tân Thới Hòa |                                                    |
| 74                | Trường THPT Huỳnh Thúc Kháng                     |           | 108 Nguyễn Quý Anh, Phường Tân Sơn Nhì, Quận Tân Phú |                                                    |
| Quận Bình Tân     |                                                  |           | |                                                    |
| 75                | Trường THCS - THPT Ngôi Sao                      | ?         | Đường số 18, P. Bình Trị Đông B |                                                    |
| 76                | Trường THCS - THPT Phan Châu Trinh               | ?         | 12 Đường 23, P. Bình Trị Đông B |                                                    |
| 77                | Trường THPT Phú Lâm                              | ?         | 721 Kinh Dương Vương, P. An Lạc | http://thptphulam.com/                             |
| 78                | Trường THPT Trần Nhân Tông                       |           | 200 Tân Hòa Đông, P. Bình Trị Đông A |                                                    |
| 79                | Trường Tiểu học - THCS - THPT Chu Văn An         |           | Số 7 đường số 1, P. Bình Hưng Hòa |                                                    |
| 80                | Trường Tiểu học - THCS - THPT Trí Tuệ Việt       |           | 79 Đường số 3, KDC Vĩnh Lộc, P. Bình Hưng Hòa B |                                                    |
| 81                | Trường THPT Hàm Nghi                             |           | |                                                    |
| Thành phố Thủ Đức |                                                  |           | |                                                    |
| 82                | Trường THPT Phương Nam                           | 1998      | KP6, Phường Trường Thọ, TP. Thủ Đức |                                                    |
| 83                | Trường Tiểu học - THCS - THPT Ngô Thời Nhiệm     | ?         | CS chính: 65D Hồ Bá Phấn, P. Phước Long A CS Gò Vấp: 2A Phan Văn Trị, Phường 10, quận Gò Vấp CS Bình Tân: 73/8 Võ Văn Kiệt, KP 2, P. An Lạc, Q. Bình Tân CS MN Thủ Đức: 78/30B Hồ Bá Phấn, P. Phước Long A | https://ngothoinhiem.edu.vn/                       |
| 84                | Trường THCS - THPT Hoa Sen                       |           | CS1: 26 Phan Châu Trinh, P. Hiệp Phú CS2: 674/7 Xa lộ Hà Nội, P. Hiệp Phú CS3: 190 Võ Văn Ngân, P. Hiệp Thọ                                                                                                |                                                    |
| 85                | Trường THPT Bách Việt                            |           | 653 Quốc lộ 13, KP3, P. Hiệp Bình Phước |                                                    |
| Huyện Bình Chánh  |                                                  |           | |                                                    |
| Huyện Củ Chi      |                                                  |           | |                                                    |
| 86                | Trường THPT Chiến Thắng                          |           | 83A Bùi Thị He, Thị trấn Củ Chi | Trường có tên cũ là Đông Đô                        |
| Huyện Cần Giờ     |                                                  |           | |                                                    |
| Huyện Hóc Môn     |                                                  |           | |                                                    |
| Huyện Nhà Bè      |                                                  |           | |                                                    |

#### Đã giải thể
| STT | Tên trường             | Năm giải thể | Địa chỉ                                 | Ghi chú               |
| --- | ---------------------- | ------------ | --------------------------------------- | --------------------- |
| 1   | Trường Thiếu Sinh Quân | 2015         | Ấp Bến Đình, xã Nhuận Đức, huyện Củ Chi | Trực thuộc Quân khu 7 |

#### Trường tư thục có yếu tố quốc tế
| STT | Tên trường                                                                            | Thành lập | Địa chỉ | Ghi chú                   |
| --- | ------------------------------------------------------------------------------------- | --------- | --- | ------------------------- |
| 1   | Trường Quốc tế Thành phố Hồ Chí Minh                                                  | 1993      | 28 Võ Trường Toản, P. An Phú, TP. Thủ Đức |                           |
| 2   | Trường Quốc tế Việt Nam - Phần Lan                                                    |           | 19 Nguyễn Hữu Thọ, P. Tân Phong, Quận 7 |                           |
| 3   | Trường Quốc tế Thành phố Hồ Chí Minh - Học viện Mỹ                                    |           | 16 Võ Trường Toản, P. An Phú, TP. Thủ Đức |                           |
| 4   | Trường Tiểu học - THCS - THPT Việt Úc                                                 |           | CS 1: 594 Ba Tháng Hai, Phường 14, Quận 10 CS 2: 202 Hoàng Văn Thụ, quận Phú Nhuận CS 3: 1 Đường 20 - Khu Him Lam, Quận 7 CS 5: 168 Phan Văn Trị, quận Gò Vấp CS 6: 99 Nguyễn Thị Thập, P. Tân Phú, Quận 7 CS 7: 10 Mai Chí Thọ - Khu Đô thị mới Thủ Thiêm, TP. Thủ Đức                                                                                        |                           |
| 5   | Trường Tiểu học - THCS - THPT Việt Mỹ                                                 |           | 19A Cộng Hòa, Phường 12, quận Tân Bình |                           |
| 6   | Trường Quốc tế Nam Sài Gòn                                                            |           | 78 Nguyễn Đức Cảnh, P. Tân Phong, Quận 7 |                           |
| 7   | Hệ thống Trường Song ngữ Quốc tế EMASI (Trường Tiểu học, THCS và THPT Emasi Vạn Phúc) |           | Trường EMASI Nam Long: Số 147 đường số 8, Khu Dân cư Nam Long, P. Tân Thuận Đông, Quận 7 Trường EMASI Vạn Phúc: Số 2 đường số 5, Khu Đô thị Vạn Phúc, P. Hiệp Bình Phước, TP. Thủ Đức Trường EMASI Plus Waterpoint: Khu đô thị Waterpoint, Bến Lức, Long An | https://www.emasi.edu.vn/ |
| 8   | Trường Phổ thông Song ngữ Quốc tế Wellspring Saigon (Tiểu học - THCS - THPT Mùa Xuân) |           | 92 Nguyễn Hữu Cảnh, Quận Bình Thạnh |                           |
| 9   | Trường Tiểu học - THCS - THPT Quốc tế Á Châu                                          |           | CS 2: 4 Thái Văn Lung, P. Bến Nghé, Quận 1 CS 5: 149-151-153-155 Võ Oanh, Phường 25, quận Bình Thạnh CS 7: 226A Pasteur, P. Võ Thị Sáu, Quận 3 CS 8: 29-31 Trần Nhật Duật, P. Tân Định, Quận 1 CS 9: 18A2 Cộng Hòa, Phường 12, quận Tân Bình CS 10: 177Bis Cao Thắng, Phường 12, Quận 10 CS 11: 117/11-19, 179-185 Nguyễn Văn Hướng, P. Thảo Điền, TP. Thủ Đức |                           |
| 10  | Trường Tiểu học - THCS - THPT Quốc tế Nam Mỹ                                          |           | Cơ sở chính: Toà nhà UTS (Toà G) - Khu phức hợp giáo dục Trường ĐH Văn Lang (VLU CS3) Cổng 1: 69/68 Đặng Thùy Trâm, Phường 13, quận Bình Thạnh Cổng 2: 80/68 Dương Quảng Hàm, Phường 5, quận Gò Vấp Cơ sở 2: 360D Bến Vân Đồn, Phường 1, Quận 4 | https://utschool.edu.vn/  |
| 11  | Trường Tiểu học - THCS - THPT quốc tế Nam Úc - Scotch AGS                             |           | |                           |
| 12  | Trường Tiểu học - THCS - THPT Tây Úc                                                  |           | 657 Lý Chính Thắng, P. Võ Thị Sáu, Quận 3 |                           |
| 13  | Trường Tiểu học, THCS - THPT Quốc Tế                                                  | ?         | 305 Nguyễn Trọng Tuyển, Phường 10, quận Phú Nhuận |                           |
| 14  | Trường THPT quốc tế Việt Úc                                                           |           | 184/7 Lê Văn Sỹ, Phường 10, quận Phú Nhuận |                           |
| 15  | Trường Quốc tế Hoa Kỳ                                                                 |           | 286 Lãnh Binh Thăng, Phường 11, Quận 11 |                           |
| 16  | Trường Tiểu học - THCS - THPT Albert Einstein                                         |           | 16 đường số 12, KDC 13C, xã Phong Phú, huyện Bình Chánh |                           |
| 17  | Trường Tiểu học - THCS - THPT quốc tế Bắc Mỹ                                          |           | KDC Him Lam, xã Bình Hưng, huyện Bình Chánh |                           |
| 18  | Trường Song ngữ Quốc tế Horizon                                                       |           | Số 6-6A-8 Đường 44, Phường Thảo Điền, TP. Thủ Đức |                           |
| 19  | Tiểu học, THCS và THPT Quốc tế Canada                                                 |           | Số 86 đường 23, Phường Tân Phú, Quận 7. |                           |
|     |                                                                                       |           | |                           |

## Khác

### Khác
| STT | Tên trường                                                                  | Năm thành lập | Địa chỉ                                              | Ghi chú |
| --- | --------------------------------------------------------------------------- | ------------- | ---------------------------------------------------- | ------- |
| 1   |                                                                             |               |                                                      |         |
| 2   | Phân hiệu Bổ túc văn hóa - Nhạc Viện TP.HCM                                 |               | 112 Nguyễn Du, Phường Bến Thành, Quận 1              |         |
| 3   | Trung tâm Bảo trợ dạy nghề và đào tạo việc làm Thành phố                    |               | 215 Võ Thị Sáu, Phường Võ Thị Sáu, Quận 3            |         |
| 4   | Hệ Trung cấp trong trường Cao đẳng Kinh tế - Kỹ thuật Thành phố Hồ Chí Minh |               | 215-217 Nguyễn Văn Luông, Phường 11, Quận 6.         |         |
| 5   | Trường Trung cấp Kinh tế - Kỹ thuật Nguyễn Hữu Cảnh                         |               | 500 - 502 Huỳnh Tấn Phát, Phường Bình Thuận, Quận 7. |         |
| 6   | Hệ trung cấp trường Cao đẳng Bách Khoa Nam Sài Gòn                          |               | 47 Cao Lỗ, Phường 4, Quận 8                          |         |
|     |                                                                             |               |                                                      |         |